# Dämonischer Liebhaber
Der dämonische Liebhaber oder die dämonische Verführerin (oder Verführer) ist ein literarisches Motiv, das sich in Balladen und Volkssagen nachweisen lässt und auch in Romanen der Phantastischen Literatur eine Rolle spielt. Die übernatürlichen Wesen weiblichen oder männlichen Geschlechts, deren Ursprünge häufig in der Mythologie liegen, treten dabei mit Eigenschaften auf, die sich für ihre irdischen Partner als verhängnisvoll erweisen.

## Formen
Ein dämonischer Liebhaber kann ein Dämon oder der Teufel selbst sein, der als Mensch in Erscheinung tritt. Weitere Gestalten sind Vampire und Untote, die, gebunden durch ein Gelübde, als gestorbene Liebhaber zurückkehren müssen.
Weibliche Wesen sind üblicherweise magisch-dämonisch und verführen Männer. Häufig treiben sie als Vampir ihr Unwesen, untergraben die Sittlichkeit der erotisch Verfallenen und stürzen diese ins Unglück.
Die Bindung zwischen Verführer und Opfer ist bei männlichen und weiblichen Wesen häufig von zweierlei Art. Das verführte Opfer ist sich der Gefahren bewusst, nimmt sie aber wegen der erotischen Genüsse in Kauf. Hinzu kommt manchmal ein wohliger Schauer angesichts des eigenen Untergangs.

## Geschichte

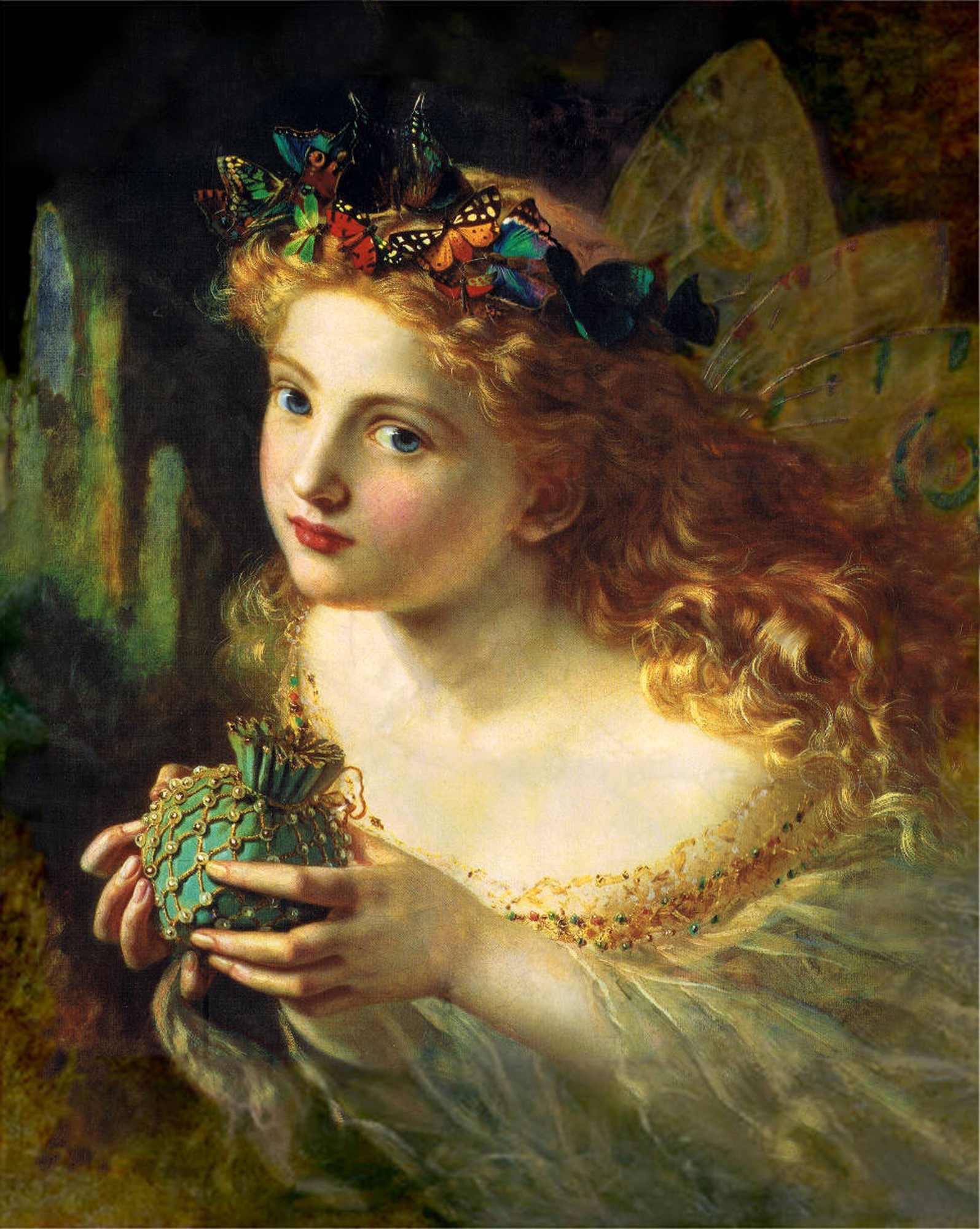
Sophie Gengembre Anderson: Fee

Dämonische Verführer zeigen sich in der gesamten Literaturgeschichte von der Antike bis in die Moderne. So enthält schon die altbabylonische Fassung des Gilgamesch-Epos die Gestalt der verführerischen Frau und Prostituierten Šamḫat. Auf Befehl Gilgameschs entfremdet sie mit ihren sexuellen Künsten den Rivalen Enkidu den Tieren und verleitet ihn dazu, die Stadt Uruk aufzusuchen, wo er mit Gilgamesch zusammentrifft.
Einer vergleichbaren Vorstellungswelt gehört die in der Genesis geschilderte Verführung Adams durch Eva an, ein Name, mit dem in der abendländischen Geistesgeschichte immer wieder auf den scheinbar ruinösen weiblichen Einfluss verwiesen wurde. Daran änderte auch der Umstand nichts, dass die Verführungsrolle auf zwei Figuren verteilt wurde: Eva und den Teufel in Gestalt der „listigen“, sie überredenden Schlange. Eva bleibt doch „Sprachrohr des Bösen“, der Mann hingegen ist Opfer der Verführung.
Auch außerhalb der antiken und jüdisch-christlichen Tradition gibt es einen weiteren weltweit verbreiteten Märchentyp mit dem Motiv der dämonischen Verführerinnen. Hierbei handelte es sich um die geschichtlich weit zurückreichende Mahrtenehe, bei der die Bande zwischen den Elementarwesen und dem Mann unter Bedingungen geschlossen wurde, die für den Sterblichen letztlich unerfüllbar waren. Übertrat er das überirdische Gebot, kehrte das Wesen zu seinen Ursprüngen zurück, da der Bund zerstört war. Bei den Geschöpfen handelte es sich häufig um Vogelmädchen, Wasserfrauen, Nixen oder Feen. Ein bedeutendes antikes Beispiel hierfür ist der Mythos des ewigen Sängers Orpheus und der Baumnymphe Eurydike, die, nachdem Orpheus sich beim Aufstieg aus der Unterwelt zu ihr umgedreht hatte, wieder auf ewig in den Hades "zurückfällt". Andere dämonische Gestalten lassen sich aus der Umkehrung antiker Mythen erklären, die mit germanischen und keltischen Vorstellungen verschmolzen. So tauchte das von Phlegon von Tralleis überlieferte Liebesbündnis mit einer Toten in der Karlssage auf, in der Karl der Große von seiner verstorbenen Geliebten bestrickt wurde, die später als Nymphe bezeichnet, von der bürgerlichen Tradition hingegen in eine Ehefrau verwandelt wurde.
Die Sage vom Venusring oder von der Statuenverlobung, die in der Romantik weitergebildet wurde, erklärt sich aus der Dämonisierung der Göttin Venus. Steckte jemand beim Spiel einen Ring an die Hand einer Venusstatue, führte dies zur Bindung an die Liebesgöttin, wodurch die Eheschließung des Römers verhindert wurde.

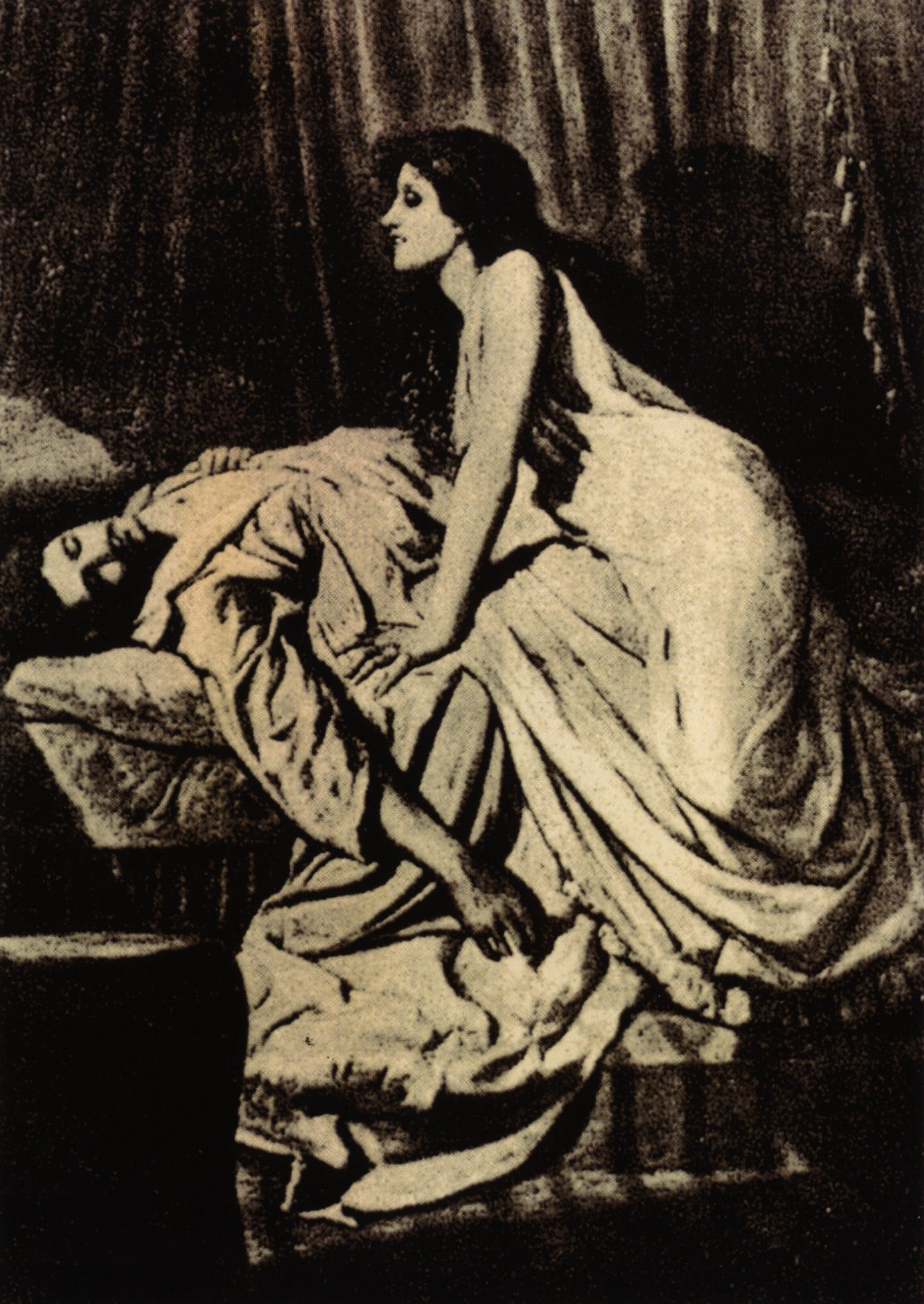
Philip Burne-Jones (1897): Der Vampir

Bürgers Ballade Lenore kann als klassische Figurendarstellung von Gespensterbraut und dämonischem Liebhaber betrachtet werden. Die dort behandelte erotische Komponente wird ebenfalls in der frühen Kurzgeschichte „Ein Bild des Malers Schalken“ des irischen Schriftstellers Joseph Sheridan Le Fanu deutlich.
In die Beziehung der Hochromantik zur Volkssage mischten sich häufig Elemente der Trivialliteratur, die den verschütteten Zugang zu Dämoninnen, Teufelinnen und Wesen der Naturmythologie öffnete. Dem Volksglauben des Balkans entstammten die in dieser Zeit literarisch entdeckten Vampire, Nachfahren der Lamien und Empusen aus der Antike, mit deren Blutdurst sich sexuelle Gelüste verbanden. Der häufig weibliche Vampir trat episodisch zuerst in Robert Southeys „Thalaba, the Destroyer“ auf.
Eindringlicher und vielschichtiger hielt Johann Wolfgang von Goethe es in seiner Ballade „Die Braut von Korinth“ fest, in welcher das schöne, in Wirklichkeit tote Mädchen in der Geisterstunde mit weißem Schleier und Gewand dem angereisten Bräutigam erscheint, ein „Liebchen“, dessen Glieder „wie der Schnee so weiß, aber kalt wie Eis“ sind und das ihm in dieser ersten und letzten Liebesnacht den Tod bringt. Das Werk, das bei seiner Veröffentlichung einiges Aufsehen erregte – von seinem christlich-spiritualistischen Standpunkt lehnte Herder es ab, während Humboldt begeistert war – und von dem Goethe selbst als einem „vampyrischen Gedicht“ sprach, geht auf eine Geschichte aus der Antike zurück. In seiner Gedenk-Ausgabe schrieb Emil Staiger, dass die Ballade in der „sonst so lichten und lebenswilligen Welt“ wie ein „unheimlicher und fremder“ Gast bleibe. Der „innige Bund von Liebe und Tod“ sei ebenso fremd wie „die Vampyrsage mit ihrer verführerisch grausigen Stimmung!“ Die Figur Lilith der sumerischen Mythologie wurde von Goethe in seiner Tragödie Faust als „Adams erste Frau“ bezeichnet und mit Eigenschaften einer dämonischen Verführerin assoziiert. Mephistopheles in der Walpurgisnachtszene zu Faust: „Lilith, Adams erste Frau.  Nimm dich in acht vor ihren schönen Haaren, wenn sie den jungen Mann erlangt, so läßt sie ihn so bald nicht wieder fahren.“

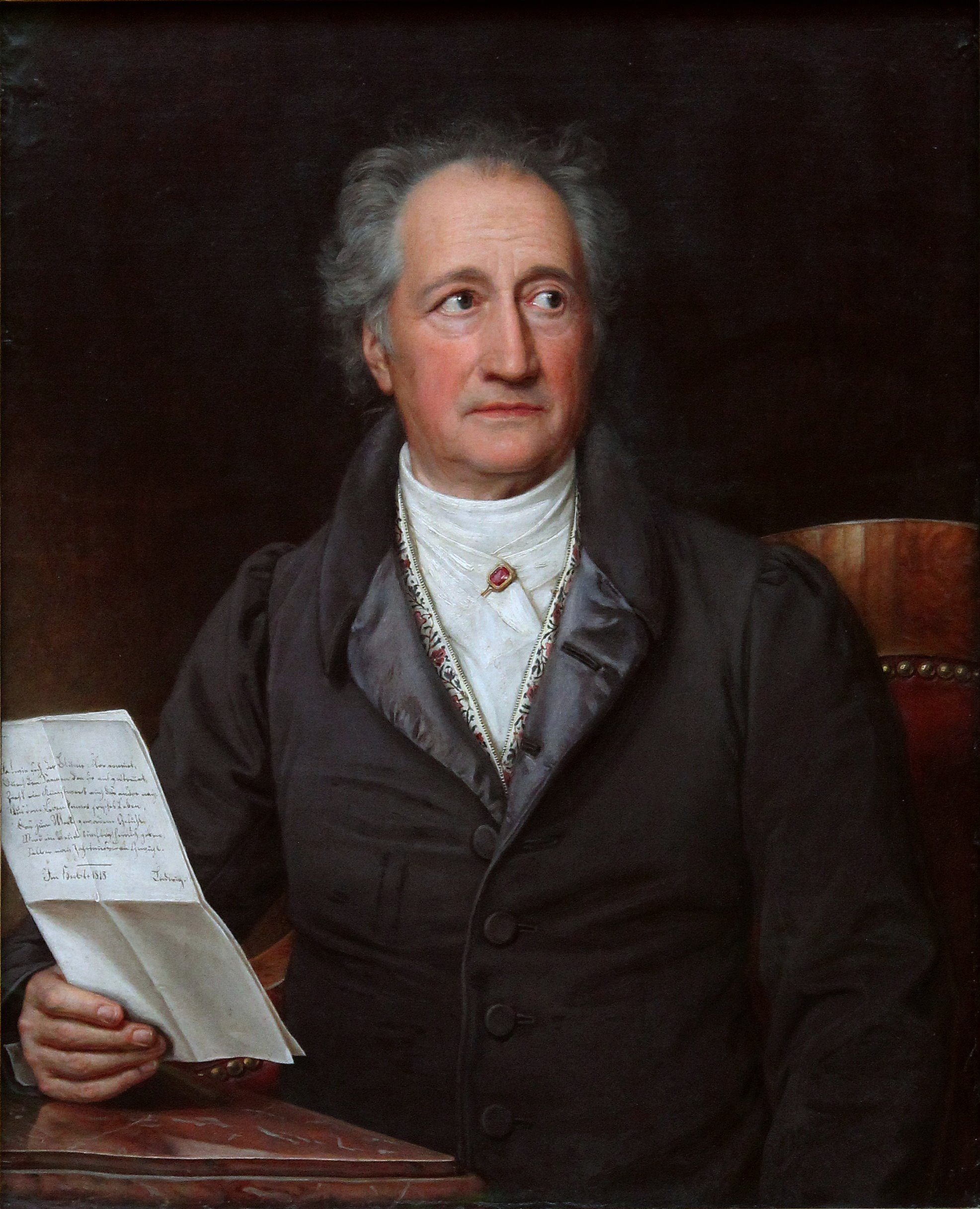
Joseph Karl Stieler: Johann Wolfgang von Goethe

Während einige die Ballade als Plädoyer gegen asketische und lebensfeindliche Tendenzen des Christentums werteten, wies etwa Max Kommerell darauf hin, dass sie mit ihrer heftigen, schwül gespannten und ins Gespenstische umschlagenden Liebesstimmung zwar eine weltgeschichtliche Tragweite erhalte, bei der Vielschichtigkeit Goethes indes nicht als antichristliches Manifest aufzufassen sei.
Neben den im 19. Jahrhundert modisch gewordenen Vampiren spielten zunehmend die aus der Volksdichtung stammenden Verkörperungen wie Zauberinnen, Feen, Wasserfrauen (Loreley) und Nixen eine Rolle; so im Käthchen von Heilbronn, in dem sich Fräulein Kunigunde dem Ritter Wetter vom Strahl als zunehmend gefährliche Dämonin enthüllt, während sich in Friedrich de la Motte Fouqués Undine die Nixe zwar als liebenswert erweist, dem Ritter Huldbrand aber – in nicht böser Absicht – letztlich Unglück bringt.
Das Werk knüpfte an die Sage von der Fee als heidnischem Naturwesen an, das keine Ehe eingehen kann und vom Partner verlangt, das Verhältnis zu verheimlichen und nicht zu heiraten.
Schon im Frühwerk Thomas Manns gibt es Frauenfiguren, die an die geheimnisvolle, „verführerische“ Kundry aus Richard Wagners Parsifal erinnern. Gerda von Rinnlingen aus dem kleinen Herrn Friedemann oder Amra Jacobi aus Luischen etwa. Sie nutzen die unterwürfige Bewunderung der ihr Ergebenen, um sich emporzuschwingen und am Ende die Verfallenen kalt zurückzuweisen, zu betrügen und der Lächerlichkeit preiszugeben. So zerbrechen sie an der unnahbaren Hoheit und fernen Schönheit, können sie doch dem magischen Zauber der Verführung nicht widerstehen.
Von hier geht es weiter über andere Gestalten der Verführung bis zur „Esmeralda“ des Doktor Faustus: In Leipzig führt ein dubioser, „teuflisch redender“ Fremdenführer „mit roter Mütze und Messingschild“ den tragischen Helden des Romans, Adrian Leverkühn, nicht in einen Gasthof, sondern in ein Bordell. Dort sitzen „Nymphen und Töchter der Wüste … Glasflügler, Esmeralden … durchsichtig gekleidet, in Tüll, Gaze und Glitzerwerk, das Haar lang offen … und sehen dich mit erwartungsvollen, vom Lüster gleißenden Augen an.“
Eines der Mädchen, das sich später als Werkzeug des Teufels erweist, „in spanischem Jäckchen, mit großem Mund“ streichelt ihm mit dem Arm über die Wange. Adrian entflieht, kehrt aber nach einiger Zeit zurück, da die „Berührung auf seiner Wange brannte.“ Als man ihm mitteilt, dass sie, die er fortan Esmeralda nennt, weggezogen sei, reist er ihr nach und verbringt eine Nacht mit ihr, obwohl sie ihn vor ihrem mit der Syphilis infizierten Körper warnt. Statt den Teufelspakt feierlich mit dem eigenen Blut zu unterzeichnen, infiziert sich der Komponist willentlich mit Syphilis, die Zeit bis zur Zersetzung des Gehirns ist die gesetzte Frist.
Diese verhängnisvolle, für die teuflisch inspirierte Schaffenskraft des Komponisten indes bedeutsame Begegnung findet ausgerechnet in Graz statt, wo eben die österreichische Premiere der Salome von Richard Strauss unter der Leitung des Komponisten aufgeführt wird, ein bahnbrechendes Werk, in der die verführerische schöne Prinzessin für den Tetrarchen Herodes tanzen wird, um am Ende von ihm den Kopf des Jochanaan zu fordern.

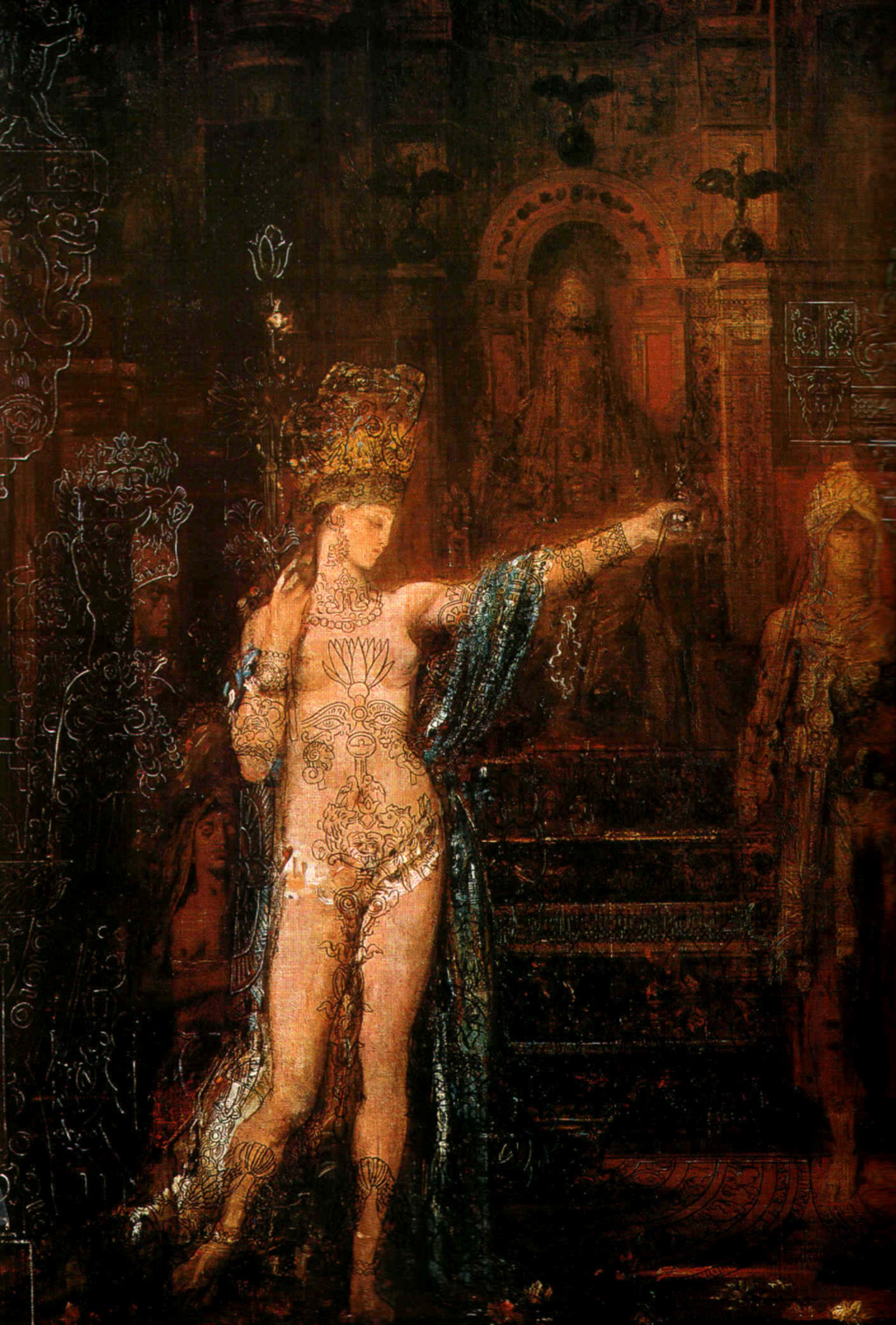
Gustave Moreau (1878): Die „Verführerin“ Salome

Was Salome betrifft, so gestaltete Oscar Wilde die berückende Tänzerin in seinem gleichnamigen Drama als Verführerin, bei der das Dämonische eher psychologische als mythische Formen annimmt, eine Femme fatale, wie sie als faszinierend-exotische Außenseiterin Carmen aufgetreten war und die gängigen Probleme verursacht hatte. Später wird sie als Lulu, zum Prototyp des modernen Vamps und erscheint als Abglanz der „Urverführerin“ und Inkarnation entfesselter Lust, in deren Bann etliche Männer ruiniert werden, bis die fatale Frau als Prostituierte Opfer Jack the Rippers wird.
Mit der Bordellszene bezog sich Thomas Mann auf ein fatales Erlebnis Nietzsches in Köln. Der Name des Mädchens taucht am Anfang des Romans als Bezeichnung des seltenen Schmetterlings Hetaera esmeralda auf, der „im Flug einem windgeführten Blütenblatt“ gleiche und in „durchsichtiger Nacktheit den dämmernden Laubschatten liebend“ beschrieben wird. Die Rede von den „Töchtern der Wüste“ findet sich ebenfalls bei Nietzsche, so in seinem Zarathustra.
Indem Adrian bei seinem ersten Besuch des Freudenhauses, als wollte er der schwülen Atmosphäre wie seiner eigenen Verwirrung entfliehen, Akkorde auf einem Klavier anschlägt und von H- nach C-Dur moduliert, sucht er (in der Deutung Kepplers) der Verführung das Schöpferisch-Geistige rettend entgegenzusetzen. Eine Art apollinischer Gegenklang zum dionysischen Rausch und Bocksgesang des Hurenhauses. Berührt von Esmeralda aber ist er seelisch infiziert, so dass die beschwichtigenden Akkorde und die Welt der klassisch-reinen Keuschheit der dämonischen Kraft nicht zu widerstehen vermögen und sich die chromatischen und zauberischen Gegenwelten aus Lohengrin und Tristan und Isolde auftun.

## Erotische Hintergründe
Der Biss des Vampirs hatte eine unverkennbar sexuelle Komponente. Der Vampir-Mythos mit seinen mannigfachen, häufig ins Triviale abgleitenden literarischen Formen diente vor allem im 19. Jahrhundert dazu, als „pervers“ empfundene erotische Beziehungen zu schildern. Beim Motiv des dämonischen Liebhabers ist die vielfältige sexuelle Implikation hinter der Fassade gleichermaßen zu erkennen.
Die Maske des Phantastischen erfüllte in Literatur und Malerei häufig die Funktion, verbotene Bereiche menschlichen Lebens in verhüllter Form zum Ausdruck zu bringen. Ein Bezug zum Verlust der Unschuld und des Auftauchens der Scham und Bestrafung durch die Vertreibung im paradiesischen Mythos von Adam und Eva nach Erlangen der Erkenntnis ihrer sexuellen Andersartigkeit liegt hier nahe.
Weitere erotische Hintergründe zeigen sich auch in Gottfried August Bürgers Ballade Lenore, in welcher der Geist Wilhelms seine „Gespensterbraut“, die sich aus Verzweiflung über seinen Tod der Blasphemie schuldig gemacht hatte, in einem wilden, mitternächtlichen Galopp an Leichenzügen vorbei ins Hochzeitsbett auf dem Friedhof entführt und sich im Schein des Mondes in ein Gerippe auflöst.
Die in einem Großteil der Literatur dieser Zeit tabuisierte Zone sadomasochistischer Beziehungen wird hier wie in anderen Vampirgeschichten deutlich.

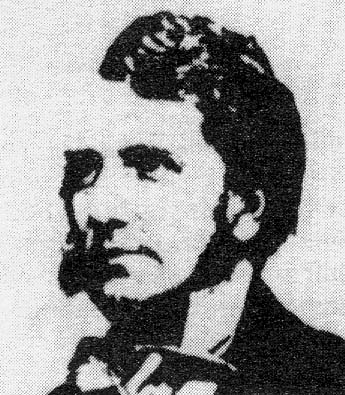
Joseph Sheridan Le Fanu

Dieses Element ist auch in der frühen Kurzgeschichte „Ein Bild des Malers Schalken“ (1836) Joseph Sheridan Le Fanus zu erkennen, eines Schriftstellers, der Lenore häufig zitierte.
Ein hübsches Mädchen, das die Liebe des Malers erwidert, wird mit einem dämonischen Fremden verkuppelt. Vor diesem abstoßenden Mann, der bei seinen herrischen Auftritten gegenüber dem Vormund und Meister des Malers auf seinen Reichtum verweist, um danach immer wieder geisterhaft zu verschwinden, empfindet die junge Frau tiefe Abneigung. Das Mündel muss sich der Entscheidung des geldgierigen Vormunds allerdings beugen und ihm folgen. Nach einigen Monaten ihres spurlosen Verschwindens taucht die junge Frau, verstört und abgezehrt, in der Werkstatt ihres Vormunds auf und bittet verzweifelt um sofortige Hilfe eines Geistlichen, der allein sie von ihrem Schicksal befreien könne, denn „Nimmermehr können ja die Toten mit den noch Lebenden ein Fleisch sein; das hat Gott verboten!“ Doch alles ist vergebens, denn schon spürt sie die Nähe des dämonischen Verfolgers und wird kurz darauf von ihm auf Nimmerwiedersehen aus dem Fenster der Schlafkammer entführt, deren Tür von Geisterhand ins Schloss geflogen war und sich nicht mehr öffnen ließ.
Später, beim Begräbnis seines Vaters, fällt der Maler in einen tiefen Schlaf. In einer Vision sieht er den Geist des geliebten Mädchens, der ihn hinab in die Grabgewölbe bis zu einem Himmelbett führt, in dem die „steif aufgerichtete, inmitten des Bettes sitzende, bläulich-leichenfarbne, satanische Gestalt“ des dämonischen Fremden zu sehen ist.
Das während der Führung zum „Totenbett“ immer wieder gezeigte schelmische Lächeln der Geliebten, das er in seinem Gemälde verewigte, deutet darauf, dass sie sich nicht nur an ihre Situation gewöhnt hat, sondern einen erotischen Gefallen an ihr findet. Hinter dem anfänglichen Widerwillen des Mädchens scheint sich der Wunsch nach einer Hingabe an den tatsächlich zutiefst begehrten dämonischen Verführer zu verbergen, gegen den ein irdischer Mann nicht zu konkurrieren vermag.
Auch in anderen Werken Le Fanus spielt das Motiv des geheimnisvollen Fremden eine Rolle, der in den wohlbehüteten Bereich des viktorianischen Bürgertums eindringt und dort Verwirrung stiftet und Unheil bringt. Häufig stellte Le Fanu mit diesem Element „perverse“ erotische Beziehungen dar und gestaltete es auch in den scheinbar realistischen Romanen in phantastischer Färbung. Nur auf den ersten Blick zeigen sie das viktorianische Leben kritisch und wirklichkeitsgetreu, während sich hinter den Fassaden des Fremden in der Regel Dämonen und Untote verbergen.